# Scottish Premier League 2010/11
Die Scottish Premier League wurde 2010/11 zum 13. Mal ausgetragen. Es war zudem die 114. Austragung der höchsten Fußball-Spielklasse innerhalb der Scottish Football League, in welcher der Schottische Meister ermittelt wurde. In der Saison 2010/11 traten 12 Vereine in insgesamt 38 Spieltagen gegeneinander an. Jedes Team spielte jeweils einmal zu Hause und auswärts gegen jedes andere Team in der 1. Runde. Danach wurde die Liga in zwei Hälften geteilt, in denen die Mannschaften noch einmal gegeneinander spielten. Bei Punktgleichheit zählte die Tordifferenz.
Die Glasgow Rangers gewannen zum insgesamt 54. Mal in der Vereinsgeschichte die schottische Meisterschaft. Die Rangers qualifizierten sich als Meister für die Champions League Saison-2011/12. Vizemeister und Pokalsieger Celtic Glasgow, sowie der Drittplatzierte Heart of Midlothian und Viertplatzierte Dundee United qualifizierten sich für die Europa League. Hamilton Academical stieg am Saisonende in die First Division ab. Mit 21 Treffern wurde Kenny Miller von den Glasgow Rangers Torschützenkönig.

## 1. Runde

### Tabelle
| Pl. | Verein                           | Sp. | S  | U  | N  | Tore    | Diff. | Punkte |
| --- | -------------------------------- | --- | -- | -- | -- | ------- | ----- | ------ |
| 1.  | Glasgow Rangers (M, L)           | 33  | 26 | 2  | 5  | 072:280 | +44   | 80     |
| 2.  | Celtic Glasgow                   | 33  | 25 | 4  | 4  | 072:210 | +51   | 79     |
| 3.  | Heart of Midlothian              | 33  | 18 | 7  | 8  | 047:310 | +16   | 61     |
| 4.  | Dundee United (P)                | 33  | 14 | 10 | 9  | 044:410 | +3    | 52     |
| 5.  | FC Kilmarnock                    | 33  | 13 | 8  | 12 | 047:410 | +6    | 47     |
| 6.  | FC Motherwell                    | 33  | 13 | 5  | 15 | 036:430 | −7    | 44     |
| 7.  | Inverness Caledonian Thistle (N) | 33  | 10 | 11 | 12 | 044:420 | +2    | 41     |
| 8.  | Hibernian Edinburgh              | 33  | 10 | 6  | 17 | 036:520 | −16   | 36     |
| 9.  | FC St. Johnstone                 | 33  | 8  | 10 | 15 | 018:390 | −21   | 34     |
| 10. | FC Aberdeen                      | 33  | 9  | 4  | 20 | 034:540 | −20   | 31     |
| 11. | FC St. Mirren                    | 33  | 7  | 7  | 19 | 031:540 | −23   | 28     |
| 12. | Hamilton Academical              | 33  | 3  | 10 | 20 | 020:550 | −35   | 19     |

Platzierungskriterien: 1. Punkte – 2. Tordifferenz – 3. geschossene Tore

| Saison 2010/11 |

| Zum Saisonende 2009/10 |                                   |
| (M)                    | Meister des Vorjahres             |
| (P)                    | Pokalsieger des Vorjahres         |
| (L)                    | Ligapokalsieger des Vorjahres     |
| (N)                    | Aufsteiger aus der First Division |

## 2. Runde

### Meisterschafts-Play-offs
| Pl. | Verein                 | Sp. | S  | U  | N  | Tore    | Diff. | Punkte |
| --- | ---------------------- | --- | -- | -- | -- | ------- | ----- | ------ |
| 1.  | Glasgow Rangers (M, L) | 38  | 30 | 3  | 5  | 088:290 | +59   | 93     |
| 2.  | Celtic Glasgow         | 38  | 29 | 5  | 4  | 085:220 | +63   | 92     |
| 3.  | Heart of Midlothian    | 38  | 18 | 9  | 11 | 053:450 | +8    | 63     |
| 4.  | Dundee United (P)      | 38  | 17 | 10 | 11 | 055:500 | +5    | 61     |
| 5.  | FC Kilmarnock          | 38  | 13 | 10 | 15 | 053:550 | −2    | 49     |
| 6.  | FC Motherwell          | 38  | 13 | 7  | 18 | 040:600 | −20   | 46     |

| Saison 2010/11 |

| Zum Saisonende 2009/10 |                               |
| (M)                    | Meister des Vorjahres         |
| (P)                    | Pokalsieger des Vorjahres     |
| (L)                    | Ligapokalsieger des Vorjahres |

### Abstiegs-Play-offs
| Pl. | Verein                           | Sp. | S  | U  | N  | Tore    | Diff. | Punkte |
| --- | -------------------------------- | --- | -- | -- | -- | ------- | ----- | ------ |
| 7.  | Inverness Caledonian Thistle (N) | 38  | 14 | 11 | 13 | 052:440 | +8    | 53     |
| 8.  | FC St. Johnstone                 | 38  | 11 | 11 | 16 | 023:430 | −20   | 44     |
| 9.  | FC Aberdeen                      | 38  | 11 | 5  | 22 | 039:590 | −20   | 38     |
| 10. | Hibernian Edinburgh              | 38  | 10 | 7  | 21 | 039:610 | −22   | 37     |
| 11. | FC St. Mirren                    | 38  | 8  | 9  | 21 | 033:570 | −24   | 33     |
| 12. | Hamilton Academical              | 38  | 5  | 11 | 22 | 024:590 | −35   | 26     |

| Saison 2010/11 |

| Zum Saisonende 2009/10 |                                   |
| (N)                    | Aufsteiger aus der First Division |

## Die Meistermannschaft der Glasgow Rangers
(Spieler mit mindestens 5 Einsätzen wurden berücksichtigt; in Klammern sind die Spiele und Tore angegeben)
| Glasgow Rangers | |
| Glasgow Rangers | - Tor: Allan McGregor (37/-) - Abwehr: Kyle Bartley (5/1), Madjid Bougherra (31/1), Kirk Broadfoot (8/-), Richard Foster (15/-), Saša Papac (34/3), David Weir (37/-), Steven Whittaker (36/4) - Mittelfeld: Steven Davis (37/4), Maurice Edu (33/2), John Fleck (13/-), Kyle Hutton (7/-), Lee McCulloch (21/-), Jamie Ness (11/-), Vladimír Weiss (23/5), Gregg Wylde (15/-) - Sturm: James Beattie (7/-), El Hadji Diouf (15/1), Nikica Jelavic (23/16), David Healy (8/1), Kyle Lafferty (31/11), Kenny Miller (18/21), Steven Naismith (31/11) - Trainer: Walter Smith |

## Torjäger
| Pl. | Name             | Team                               | Tore |
| --- | ---------------- | ---------------------------------- | ---- |
| 01  | Kenny Miller     | Glasgow Rangers                    | 21   |
| 02  | Gary Hooper      | Celtic Glasgow                     | 17   |
| 03  | David Goodwillie | Dundee United                      | 16   |
| 04  | Conor Sammon     | FC Kilmarnock                      | 15   |
| 04  | Anthony Stokes   | Hibernian Edinburgh/Celtic Glasgow | 15   |
| 06  | Michael Higdon   | FC St. Mirren                      | 14   |
| 07  | Nikica Jelavić   | Glasgow Rangers                    | 13   |
| 07  | Adam Rooney      | Inverness Caledonian Thistle       | 13   |
| 07  | Rudolf Skácel    | Heart of Midlothian                | 13   |
| 10  | Nick Blackman    | FC Motherwell/FC Aberdeen          | 12   |